# 波多良卡
47°24′48″N 31°13′3″E / 47.41333°N 31.21750°E
波多良卡（烏克蘭語：Подоля́нка）是烏克蘭南部的村莊，隸屬尼古拉耶夫州的沃茲涅先斯克區。該村始建於1927年，面積0.64平方公里，海拔高度45米，2001年人口92，人口密度每平方公里144.2人。